# 381

381(삼백팔십일)은 380보다 크고 382보다 작은 자연수다.

## 수학
- 합성수로, 그 약수는 1, 3, 127, 381이다. 진약수의 합은 131이므로, 381은 부족수다.
  - 119번째 반소수다. 앞의 반소수는 377, 다음 반소수는 382이다.
- 53 이하의 모든 소수(素數)의 합이다.[a]
- {\displaystyle 381=8^{2}+11^{2}+14^{2}}
  - 공차가 3인 세 자연수의 제곱합으로 나타낼 수 있는 수다. 이 성질을 지닌 앞의 수는 318, 다음 수는 450이다.
- {\displaystyle 19^{3}-1}은 381로 나누어떨어진다.

## 과학
- NGC 381(영어판): 카시오페이아자리 방향에 있는 산개성단.

## 교통
- 일본 381번 국도(일본어판): 고치현 스사키시에서 에히메현 우와지마시까지 이어지는 일본의 국도.
- 현도 제381호선

## 군사
- 381고지 전투
- U-381(영어판): 제2차 세계 대전에 사용된 나치 독일의 군용 잠수함.

## 문화유산
- 대한민국의 보물 제381호: 합천 백암리 석등
- 대한민국의 사적 제381호: 여수 충민사

## 기타
- 연도: 381년, 기원전 381년